# Buitenstverlaat
Buitenstverlaat of Buitenstvallaat (Fries: Bûtenstfallaat) is een buurtschap in de gemeente Smallingerland, in de Nederlandse provincie Friesland. De buurtschap ligt ingeklemd aan de westelijke rand van de bebouwde kom van Drachten, tussen de wijk de Trisken en de Drachtstervaart. De buurtschap bestaat voor een groot deel uit een jachthaven en een scheepswerf, die in jaren 60 en 70 van de 20e eeuw werden aangelegd.
De buurtschap is genoemd naar een inmiddels niet meer in gebruik zijnde schutsluis (een verlaat). Bij de sluis staat een sluiswachtershuisje, die beide rijksmonumenten zijn. De sluis was de laatste, buitenste, sluis. De sluis werd in 1641 aangelegd in opdracht van Passchier Bolleman. In 1899 werd de sluis vermeld als Het Buitenste Verlaat en in 1913 als Buitenst verlaat.
De buurtschap lag van oorsprong geheel los van Drachten, maar werd door Drachten omringd toen deze laatste fors groeide in de 20e en 21e eeuw.  De vereniging Plaatselijk Belang De Wilgen, Smalle Ee en Buitenstvallaat werd in 1948 opgericht.
Steden, dorpen en gehuchten: Boornbergum · De Tike · De Veenhoop · De Wilgen · Drachten · Drachtstercompagnie · Goëngahuizen · Houtigehage · Kortehemmen · Nijega · Opeinde · Oudega · Rottevalle · Smalle Ee

Buurtschappen: Buitenstverlaat · De Gaasten · De Kooi · Egbertsgaasten · Hooidammen · Luchtenveld · Middelburen · Noorderend · Opperburen · Siteburen · Uiteinde · Wierren · Zandburen · Zuidereind 

Friesland: Steden en dorpen      Nederland: Provincies · Gemeenten